# Крошниці (гміна)
Гміна Крошніце (пол. Gmina Krośnice) — сільська гміна у південно-західній Польщі. Належить до Мілицького повіту Нижньосілезького воєводства.
Станом на 31 грудня 2011 у гміні проживало 8249 осіб.

## Територія
Згідно з даними за 2007 рік площа гміни становила 178.73 км², у тому числі:
- орні землі: 49.00%
- ліси: 37.00%

Таким чином, площа гміни становить 25.00% площі повіту.

## Населення
Станом на 31 грудня 2011:
| Опис     | Загалом | Загалом | Чоловіки | Чоловіки | Жінки | Жінки |
| -------- | ------- | ------- | -------- | -------- | ----- | ----- |
| одиниця  | осіб    | %       | осіб     | %        | осіб  | %     |
| все      | 8249    | 100     | 4136     | 50.14    | 4113  | 49.86 |
| міське   | 0       | 100     | 0        |          | 0     |       |
| сільське | 8249    | 100     | 4136     | 50.14    | 4113  | 49.86 |

## Сусідні гміни
Гміна Крошніце межує з такими гмінами: Доброшице, Завоня, Мілич, Сосне, Твардоґура.